# Robert Lehmann (Funktionär)
Robert Lehmann (* 23. November 1910 in Hannover; † 24. Juni 1993 in Berlin) war ein deutscher Politiker (KPD), ab 1947 niedersächsischer Landtagsabgeordneter seiner Partei und von 1957 bis 1964 Vorsitzender der Pionierorganisation „Ernst Thälmann“ in der DDR.

## Leben
Robert Lehmann war der Sohn eines Werkzeugmachers und erlernte nach der Volksschule von 1925 bis 1928 das Handwerk des Malers. Während seiner Lehrzeit trat er 1926 in die Gewerkschaft und in die SAJ ein. 1929 wechselte Lehmann zum KJVD und wurde Mitglied der Bezirksleitung Hannover-Braunschweig. 1932 trat er in die KPD ein und wurde von ihr an die Internationale Lenin-Schule nach Moskau delegiert. Im Februar 1934 kehrte Lehmann nach Deutschland zurück und wurde in der illegalen Jugendarbeit der KPD in Leipzig eingesetzt. Ab Dezember 1934 war er Mitglied des Zentralkomitees des KJVD. In dieser Funktion nahm er 1935 am VII. Weltkongress der Kommunistischen Internationalen und im Oktober des gleichen Jahres an der Brüsseler Konferenz der KPD in Moskau teil. Noch im selben Jahr emigrierte er zunächst nach Prag, später nach Paris, wo er jeweils als Instrukteur des ZK der KPD tätig war. Vom Februar 1939 an bis Kriegsende hielt sich Robert Lehmann illegal in Amsterdam auf.
Im September 1945 kehrte er nach Hannover zurück. Lehmann wurde 1947 Abgeordneter der KPD im niedersächsischen Landtag und war zeitweilig 3. Vorsitzender der niedersächsischen KPD. Er war Lizenzträger und Herausgeber der „Niedersächsischen Volksstimme“ und der Zeitschrift „Neuer Weg“.
Im Rahmen von Parteisäuberungen und der Überprüfung von Westemigranten erhielt Lehmann 1950 einen Verweis und musste 1951 in die DDR übersiedeln. Er wurde in die SED übernommen und übte bis 1957 verschiedene Funktionen in Thüringen aus, unter anderem als Leiter der Abteilung Kultur beim Rat des Bezirkes Gera. Von Dezember 1957 bis zum September 1964 übte er das Amt des Vorsitzenden der Pionierorganisation „Ernst Thälmann“ aus. Danach war er bis 1967 stellvertretender Minister für Kultur. Darüber hinaus war er von 1958 bis 1967 Mitglied des Zentralkomitees der SED und Abgeordneter der Volkskammer. Von 1967 bis 1972 war Lehmann Direktor des Kulturfonds der DDR. Anschließend wurde er Vorsitzender des Zentralausschusses der Volkssolidarität und übte dieses Amt bis zum Juni 1982 aus. Danach ging Robert Lehmann in Rente.
Sein Grab und das seiner Ehefrau Helene (1909–1996) befinden sich auf dem Zentralfriedhof Berlin-Friedrichsfelde in der Gräberanlage für Opfer des Faschismus und Verfolgte des Naziregimes.

## Auszeichnungen
- 1958 Medaille für Kämpfer gegen den Faschismus 1933 bis 1945
- 1961 Vaterländischer Verdienstorden in Silber
- 1965 Orden Banner der Arbeit
- 1975 Vaterländischer Verdienstorden
- 1980 Karl-Marx-Orden
- 1985 Ehrenspange zum Vaterländischen Verdienstorden in Gold